# 新巴甫利夫卡 (巴爾溫科韋市鎮)
48°53′23″N 37°9′6″E / 48.88972°N 37.15167°E
新巴甫利夫卡（烏克蘭語：Новопавлівка）是位於烏克蘭東部的村莊，由哈爾科夫州伊久姆區的巴爾溫科韋市鎮負責管轄。該村處於蘇希托雷茨河右岸，始建於1923年，面積1平方公里，海拔高度85米，2001年人口599。